# La Vida Es Un Mus
La Vida Es Un Mus és una discogràfica independent anglesa especialitzada en punk rock i «música tocada amb l'estómac i el cor», fundada al districte londinenc de Hackney l'any 1999. Ha publicat discos de bandes tant angleses com internacionals com Escuela de Odio, Limp Wrist, E-150, Delirium Tremens, Último Resorte, Una Bèstia Incontrolable, Los Crudos, Aviador Dro o The Chisel, entre d'altres.